# Onthophilus striatus
Onthophilus striatus är en skalbaggsart som först beskrevs av Forster 1771.  Onthophilus striatus ingår i släktet Onthophilus och familjen stumpbaggar. Arten är reproducerande i Sverige.

## Underarter
Arten delas in i följande underarter:
- O. s. striatus
- O. s. inconditus